# Cessey-sur-Tille
Cessey-sur-Tille est une commune française située dans le département de la Côte-d'Or, en région Bourgogne-Franche-Comté.

## Géographie

### Climat
Pour des articles plus généraux, voir Climat de la Bourgogne-Franche-Comté et Climat de la Côte-d'Or.
En 2010, le climat de la commune est de type climat des marges montargnardes, selon une étude du Centre national de la recherche scientifique s'appuyant sur une série de données couvrant la période 1971-2000. En 2020, Météo-France publie une typologie des climats de la France métropolitaine dans laquelle la commune est dans une zone de transition entre le climat océanique altéré et le climat océanique altéré et est dans la région climatique  Bourgogne, vallée de la Saône, caractérisée par un bon ensoleillement (1 900 h/an), un été chaud (18,5 °C), un air sec au printemps et en été et des vents faibles. 
Pour la période 1971-2000, la température annuelle moyenne est de 10,5 °C, avec une amplitude thermique annuelle de 17,6 °C. Le cumul annuel moyen de précipitations est de 804 mm, avec 10,7 jours de précipitations en janvier et 7,8 jours en juillet. Pour la période 1991-2020, la température moyenne annuelle observée sur la station météorologique de Météo-France la plus proche, « Dijon-Longvic », sur la commune d'Ouges à 11 km à vol d'oiseau, est de 11,4 °C et le cumul annuel moyen de précipitations est de 743,4 mm,. Pour l'avenir, les paramètres climatiques de la commune estimés pour 2050 selon différents scénarios d'émission de gaz à effet de serre sont consultables sur un site dédié publié par Météo-France en novembre 2022.

## Urbanisme

### Typologie
Au 1er janvier 2024, Cessey-sur-Tille est catégorisée commune rurale à habitat dispersé, selon la nouvelle grille communale de densité à 7 niveaux définie par l'Insee en 2022.
Elle est située hors unité urbaine. Par ailleurs la commune fait partie de l'aire d'attraction de Dijon, dont elle est une commune de la couronne,. Cette aire, qui regroupe 333 communes, est catégorisée dans les aires de 200 000 à moins de 700 000 habitants,.

### Occupation des sols
L'occupation des sols de la commune, telle qu'elle ressort de la base de données européenne d’occupation biophysique des sols Corine Land Cover (CLC), est marquée par l'importance des territoires agricoles (65,8 % en 2018), une proportion sensiblement équivalente à celle de 1990 (66,4 %). La répartition détaillée en 2018 est la suivante : terres arables (61,6 %), forêts (23,8 %), zones urbanisées (4 %), milieux à végétation arbustive et/ou herbacée (4 %), prairies (2,5 %), eaux continentales (2,4 %), zones agricoles hétérogènes (1,6 %). L'évolution de l’occupation des sols de la commune et de ses infrastructures peut être observée sur les différentes représentations cartographiques du territoire : la carte de Cassini (XVIIIe siècle), la carte d'état-major (1820-1866) et les cartes ou photos aériennes de l'IGN pour la période actuelle (1950 à aujourd'hui).

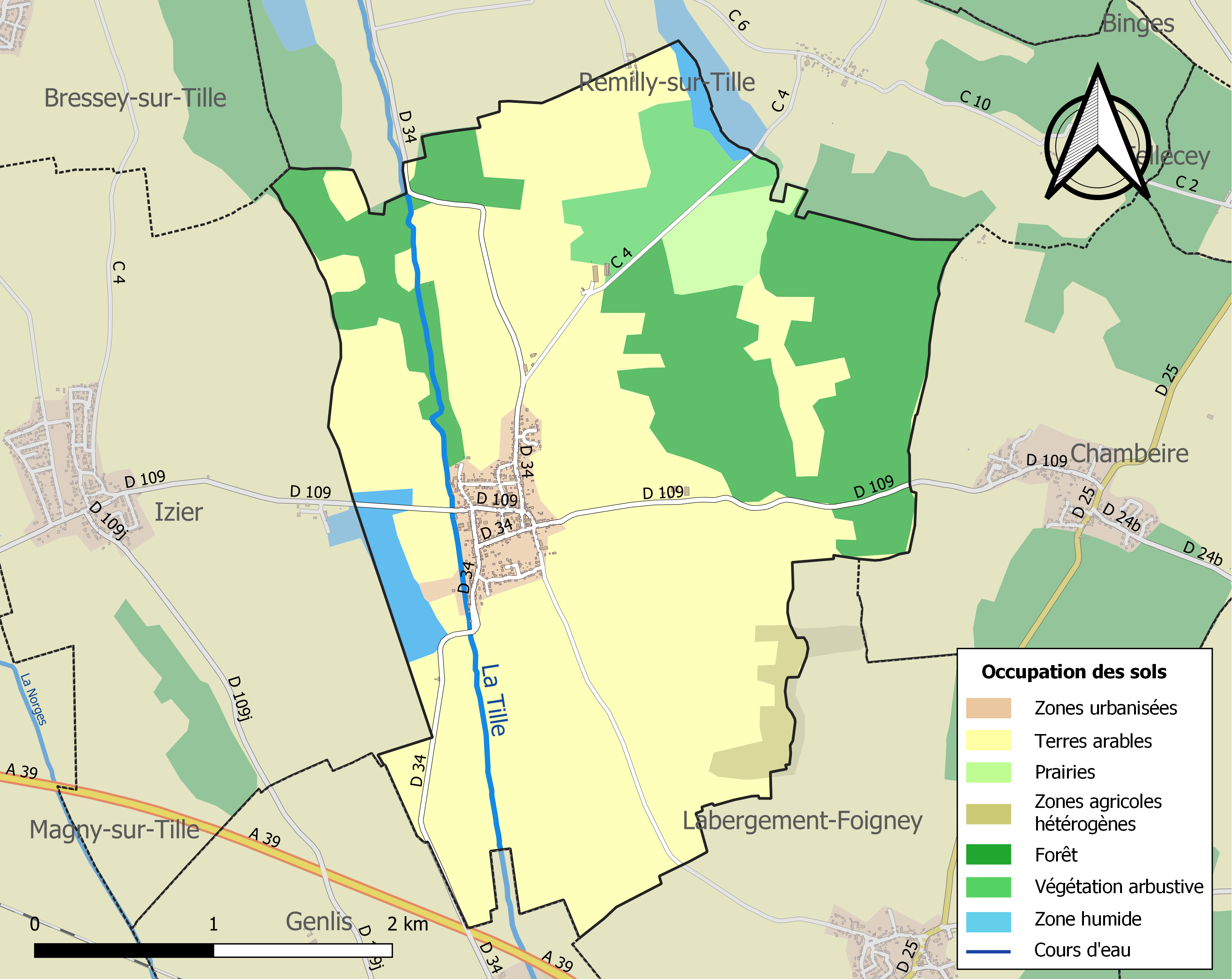
Carte des infrastructures et de l'occupation des sols de la commune en 2018 (CLC).

## Histoire
En 990, Foucher, prieur du prieuré Saint-Léger près de Pontarlier, porte plainte contre Guillaume de Volpiano, prêtre et abbé, et son abbaye Saint-Bénigne de Dijon au sujet du bois de Haute-Serve à Cessey-sur-Tille devant Henri le Grand, duc de Bourgogne, avoué de Saint-Léger, Otte-Guillaume de Bourgogne, comte de Mâcon et de Bourgogne, avoué de Saint-Bénigne, et Brunon de Roucy, évêque de Langres. Les parties sont invitées à procéder à la vue du bois, en présence du comte Richard de cives de Dijon, et de plusieurs nobles, chargés de trancher le débat. Ceux-ci prescrivent un combat singulier. Au jour fixé, Guillaume de Volpiano est seul à comparaître, son adversaire se déroba.

## Politique et administration
| Période                                  | Période   | Identité            | Étiquette | Qualité |
| ---------------------------------------- | --------- | ------------------- | --------- | ------- |
| octobre 1974                             | juin 1995 | Marie-Thérèse Mutin | PS        |         |
| 1995                                     | En cours  | Jacky Pillot        |           |         |
| Les données manquantes sont à compléter. |           |                     |           |         |

## Démographie
L'évolution du nombre d'habitants est connue à travers les recensements de la population effectués dans la commune depuis 1793. Pour les communes de moins de 10 000 habitants, une enquête de recensement portant sur toute la population est réalisée tous les cinq ans, les populations de référence des années intermédiaires étant quant à elles estimées par interpolation ou extrapolation. Pour la commune, le premier recensement exhaustif entrant dans le cadre du nouveau dispositif a été réalisé en 2008.

En 2022, la commune comptait 625 habitants, en évolution de −0,32 % par rapport à 2016 (Côte-d'Or : +0,82 %, France hors Mayotte : +2,11 %).
| 1793 | 1800 | 1806 | 1821 | 1831 | 1836 | 1841 | 1846 | 1851 |
| ---- | ---- | ---- | ---- | ---- | ---- | ---- | ---- | ---- |
| 418  | 481  | 536  | 563  | 670  | 648  | 658  | 638  | 581  |

| 1856 | 1861 | 1866 | 1872 | 1876 | 1881 | 1886 | 1891 | 1896 |
| ---- | ---- | ---- | ---- | ---- | ---- | ---- | ---- | ---- |
| 532  | 510  | 500  | 509  | 481  | 458  | 458  | 409  | 367  |

| 1901 | 1906 | 1911 | 1921 | 1926 | 1931 | 1936 | 1946 | 1954 |
| ---- | ---- | ---- | ---- | ---- | ---- | ---- | ---- | ---- |
| 366  | 356  | 373  | 303  | 279  | 310  | 311  | 302  | 326  |

| 1962 | 1968 | 1975 | 1982 | 1990 | 1999 | 2006 | 2008 | 2013 |
| ---- | ---- | ---- | ---- | ---- | ---- | ---- | ---- | ---- |
| 291  | 314  | 347  | 379  | 402  | 451  | 528  | 549  | 623  |

| 2018 | 2022 | - | - | - | - | - | - | - |
| ---- | ---- | - | - | - | - | - | - | - |
| 618  | 625  | - | - | - | - | - | - | - |

## Culture locale et patrimoine

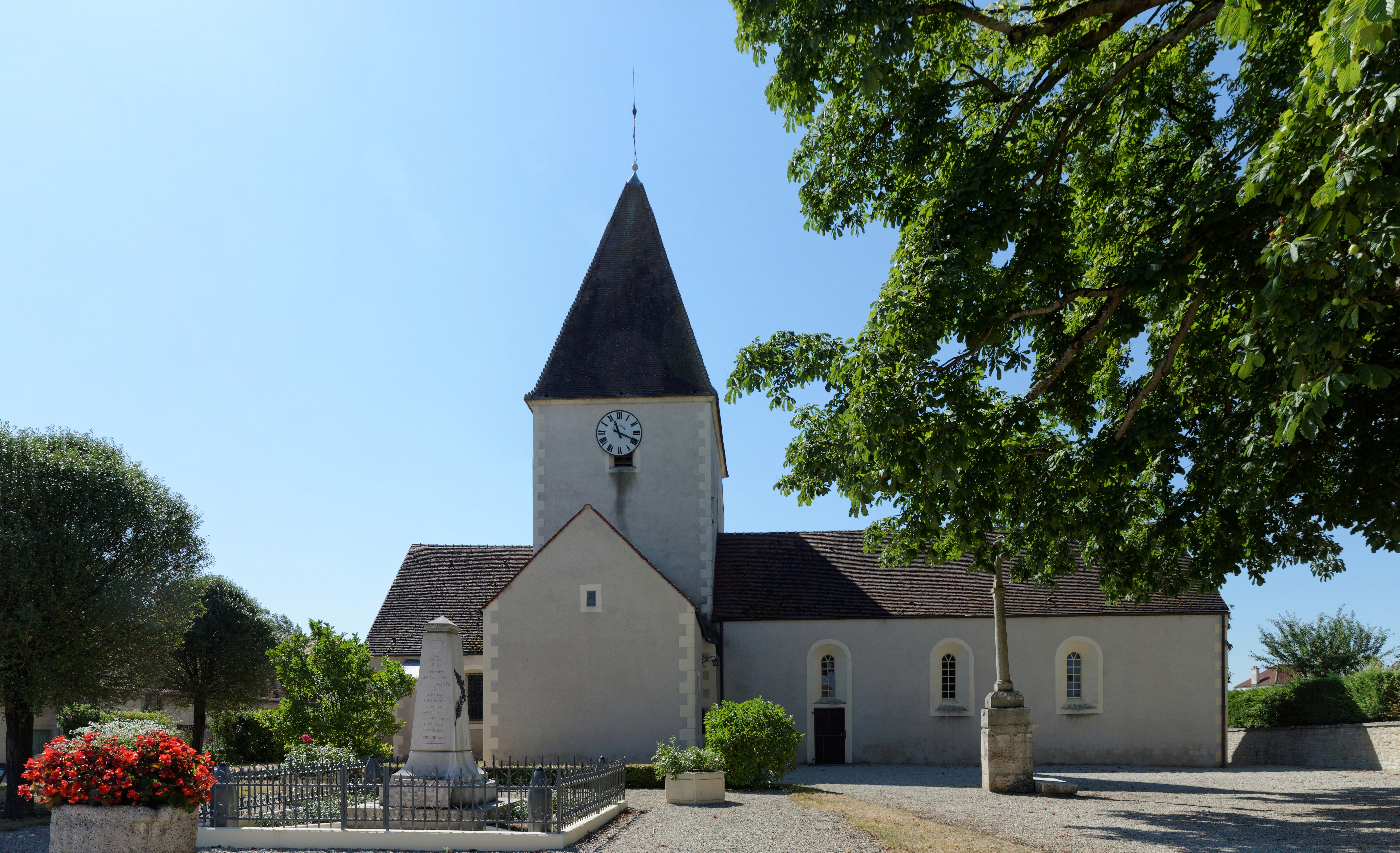
Église Saint-Christophe.

### Lieux et monuments
- Église Saint-Christophe, inscrite au titre des monuments historiques en 1974.
- Étang de Lochère, sur le Crosne, au nord-est du territoire communal.
- Les six filles, arbre remarquable à six troncs.

### Galerie

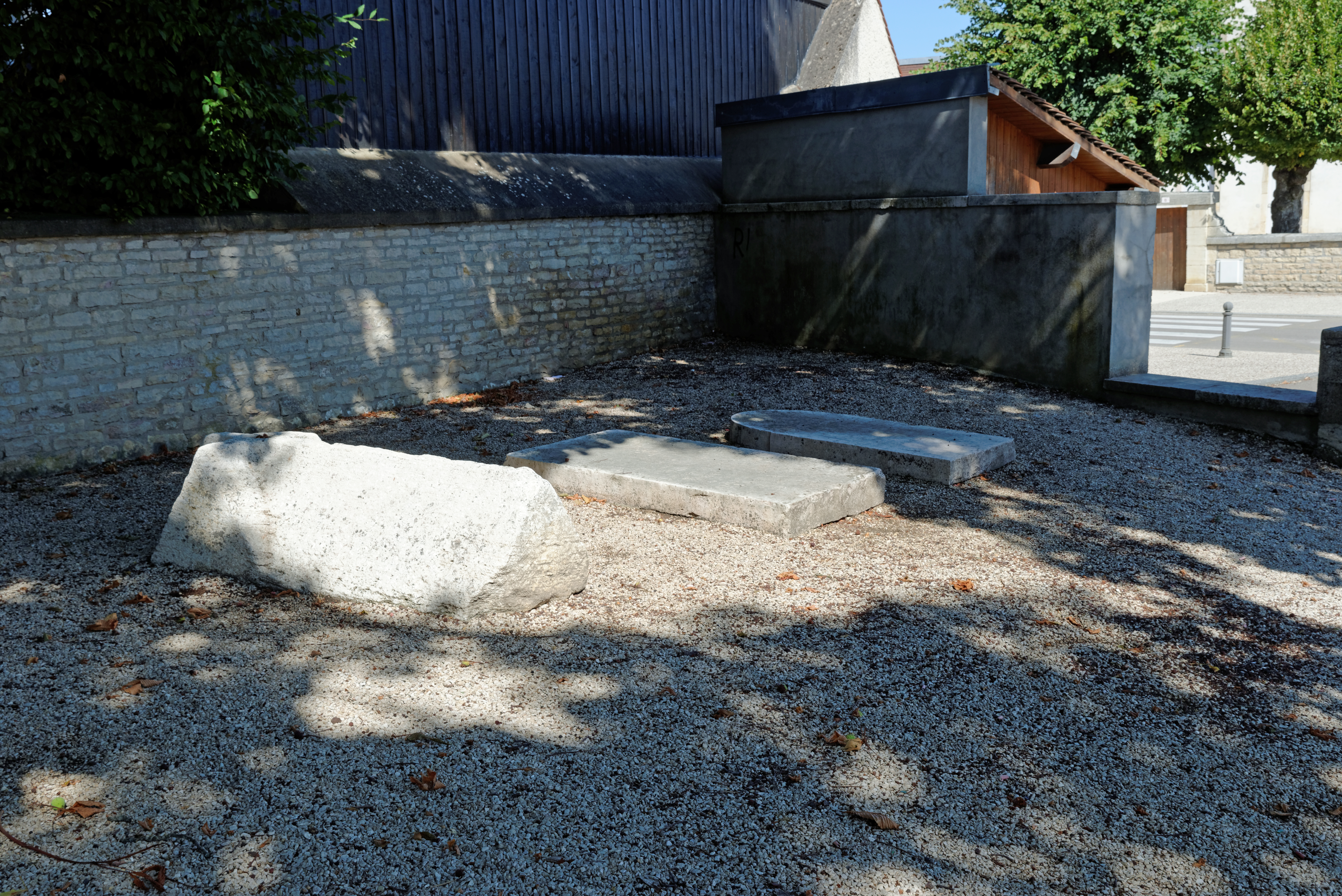
Croix bâtière et pierres tombales.
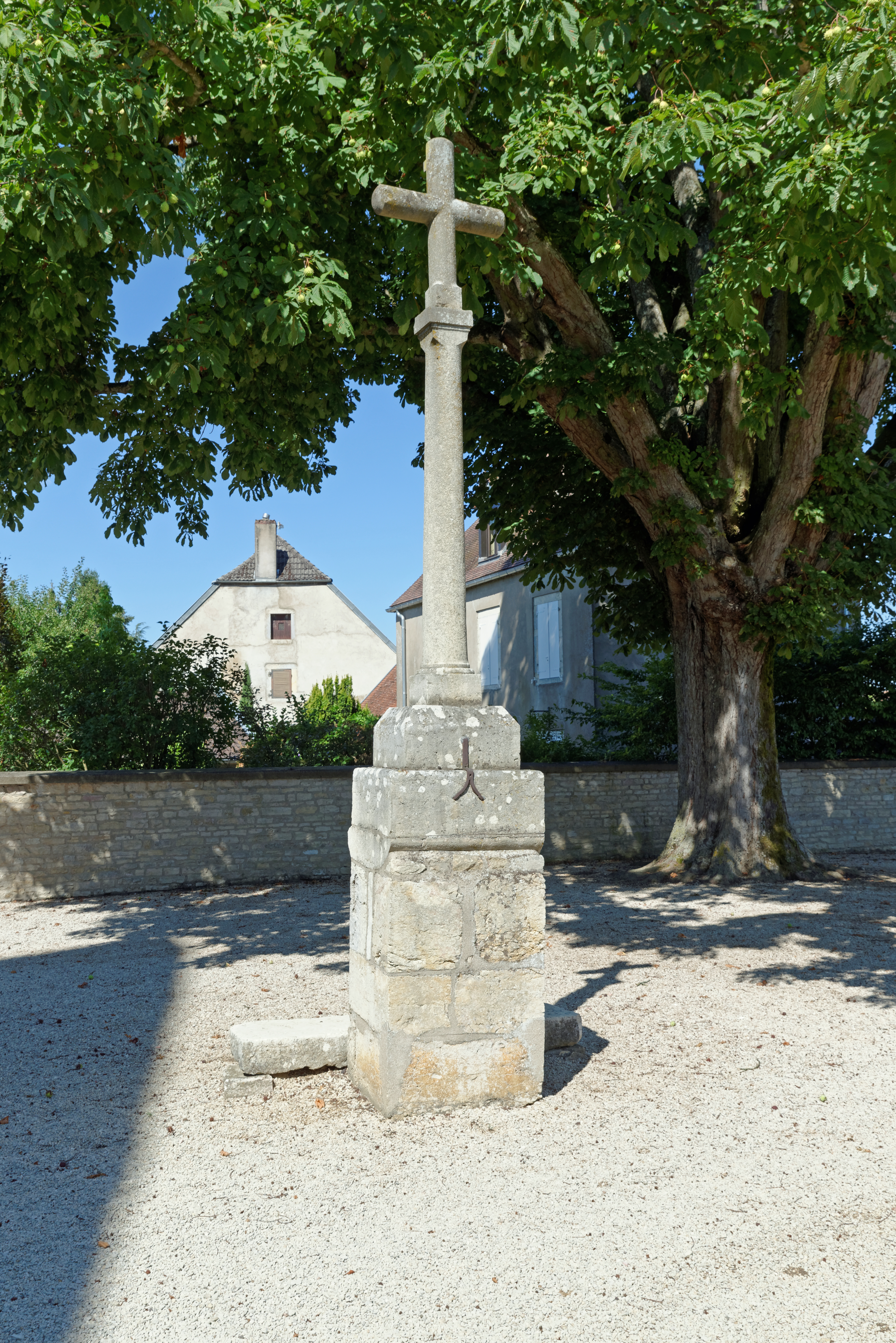
Croix auprès de l'église.
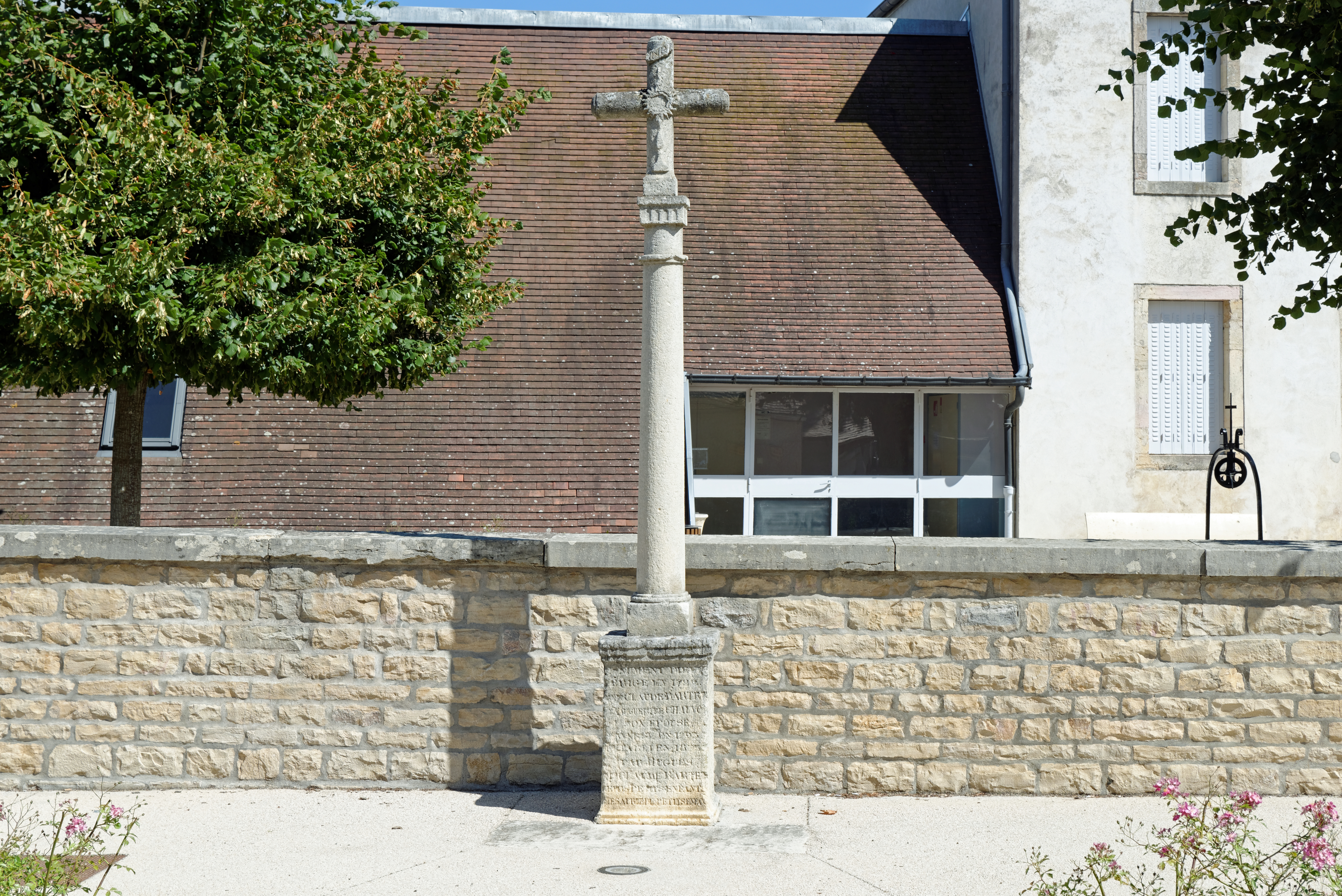
Croix rue de la Louve.
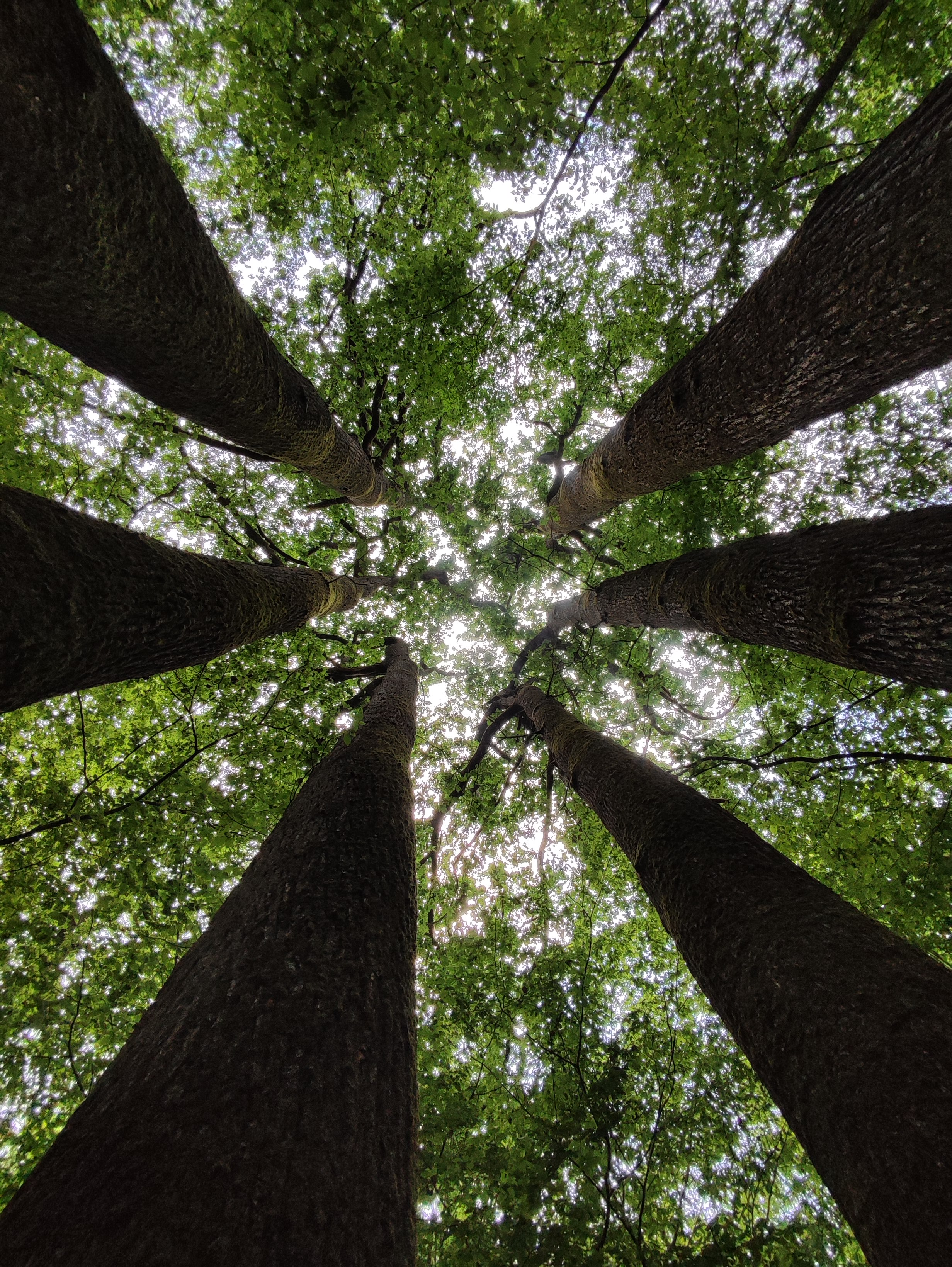
Les six filles, arbre remarquable

### Héraldique
| Blason de Cessey-sur-Tille | Blason  | Coupé : au 1er parti au I d'or au chêne au naturel, au II d'or à la statue de louve du lieu au naturel, au 2e de sinople à la gerbe de blé d'or, à la burelle ondée d'azur brochant sur la partition, à la bordure diminuée et combinée à un comble de gueules, ce dernier chargé d'un listel d'or portant le nom de la commune en lettres capitales de sable. |
| Blason de Cessey-sur-Tille | Détails | Le statut officiel du blason reste à déterminer. |